# Hans Krebs (Fußballspieler)
Hans Krebs (Lebensdaten unbekannt) war ein deutscher Fußballspieler.

## Spielerkarriere

### Vereine
Krebs gehörte von 1907 bis 1922 dem FC Stuttgarter Cickers, bzw. ab 1920 durch Umbenennung, dem SV Stuttgarter Kickers an, für den er in den vom Verband Süddeutscher Fußball-Vereine, ab 1914 in den vom Süddeutschen Fußball-Verband organisierten Meisterschaften zunächst im Gau Schwaben innerhalb des Südkreises, zum Einsatz kam. Von 1908 bis 1918 spielte er im Südkreis, von 1919 bis 1922 in der Kreisliga Württemberg. In dieser Zeit gewann er mit seiner Mannschaft mehrere regionale Titel und nahm auf Grund des Gewinns der Süddeutschen Meisterschaft 1908 und 1913 an den jeweiligen Endrunden um die Deutsche Meisterschaft teil. Sein erstes Endrundenspiel war das am 7. Juni 1908 in Berlin mit 1:3 gegen den BTuFC Viktoria 89 verlorene Finale. Sein letztes Endrundenspiel bestritt er am 20. April 1913 in Frankfurt am Main bei der 1:2-Viertelfinal-Niederlage gegen den Duisburger SpV.

### Auswahlmannschaft
Als Spieler der Auswahlmannschaft des Verbandes Süddeutscher Fußball-Vereine nahm er am Wettbewerb um den Kronprinzenpokal teil. Nach Siegen im Viertel- und Halbfinale gewann er das am 10. April 1910 in Berlin ausgetragene Finale gegen die Auswahlmannschaft des Verbandes Berliner Ballspielvereine mit 6:5 n. V.

## Trainerkarriere
In der Saison 1923/24 trainierte er den ASV Botnang, den er zur Meisterschaft in der B-Klasse Württemberg und damit zum Aufstieg in die A-Klasse Württemberg führte.
In der Saison 1935/36 trainierte er den Stuttgarter SC, der unter ihm die Gauliga Württemberg, als eine von zunächst 16 Gauligen zur Zeit des Nationalsozialismus als einheitlich höchste Spielklasse im Deutschen Reich, als Fünftplatzierter abschloss.

## Erfolge
- Kronprinzenpokal-Sieger 1910
- Zweiter der Deutschen Meisterschaft 1908
- Süddeutscher Meister 1908, 1913, 1917
- Württembergischer Meister 1921
- Südkreismeister 1908, 1913, 1914, 1917
- Gaumeister Schwaben 1908